# 부여 분기점
부여 분기점(Buyeo Junction, 부여JC)은 충청남도 부여군 규암면 수목리에 설치된 익산평택고속도로와 서천공주고속도로가 만나는 분기점이다. 익산평택고속도로 익산 방향에서의 서천공주고속도로 서천 방향으로의 진출과 서천공주고속도로 공주 방향에서의 익산평택고속도로 평택 방향으로의 진출만 가능하다.

## 연혁
- 2019년 12월 6일 : 분기점 신설을 위해 부여군 도시계획시설 교통광장에 규암면 수목리 일원을 부여 분기점으로 고시[1]
- 2024년 12월 10일 : 익산평택고속도로 부여구룡 ~ 안중 구간 개통과 함께 통행 개시[2]

## 구조물 정보
- 위치 : 충청남도 부여군 규암면 수목리

## 접속하는 노선

### 익산・평택방면
- 익산평택고속도로

### 서천・공주방면
- 서천공주고속도로